# La carta (Goya)
La carta (en francés: La lettre), también conocida como Las jóvenes (Les Jeunes), es una pintura de Francisco de Goya creada en el periodo de 1814 a 1819. Desde 1874 forma parte de la colección del Museo de Bellas Artes de Lille.

## Descripción
En un terreno baldío cerca de un punto de agua, una joven dama camina acompañada de una sirvienta que porta una sombrilla para protegerla del sol, preservando la blancura de su cutis, ya que el bronceado era signo de trabajo plebeyo. La joven lee complacida una carta en su mano derecha, quizás un mensaje de un pretendiente o un amante entregado en secreto por la criada. Posa con indiferencia mientras su pequeño perrito salta a sus pies, buscando atraer su atención. Al fondo, detrás de ellas, un nutrido grupo de lavanderas están enfrascadas en su labor a pleno sol. La representación esquemática en tonos oscuros de estas mujeres esforzadas contrasta fuertemente con la bella figura y delicado rostro de la joven noble. La ropa blanca, que apenas se puede reconocer como tal, cuelga para secarse en cuerdas cerrando la perspectiva, aunque más allá se insinúa un paisaje urbano.
Elementos de obras anteriores de Goya emergen en La carta. También utilizó la sombrilla y las lavanderas en cuadros y cartones para tapices en el inicio de su carrera. Sin embargo, la atmósfera bucólica y despreocupada de estas obras rococó ha dado paso a una realidad más descarnada y a la crítica de la desigualdad social. Las guerras que asolaban la Península ibérica y su frágil estado de salud habían dejado a Goya con una visión de la vida cada vez más sombría.
Un retrato de la nuera de Goya de 1805 también muestra similitudes con La carta, en particular por el perro saltarín. Quizás el pintor también tenía en mente a su nuera para este lienzo. No obstante, los expertos también señalan el parecido con Leocadia Weiss, con quien Goya mantuvo una relación desde 1812 hasta su muerte.
Aunque las obras cuelgan una al lado de la otra en el Museo de Bellas Artes y tienen más o menos las mismas dimensiones, La carta y El Tiempo y las viejas no son pendants. La última obra probablemente se creó unos años antes y originalmente también era un poco más pequeña. Una marca en La carta es una indicación de que la obra forma pareja realmente con La fragua, que ahora se encuentra en Nueva York. En ese cuadro, también, los personajes principales están algo más atrás y predominan los colores oscuros, limitados a marrones, grises y negros. Estas obras ya presagian las Pinturas negras de Goya.

## Origen
- Propiedad de Javier de Goya, hijo del artista.
- 30 de agosto de 1836: el barón Taylor compra a Javier de Goya un grupo de ocho cuadros, entre ellos La carta, para el rey Luis Felipe.
- 1838: la obra cuelga en la Galerie Espagnole del Louvre, fundada por Luis Felipe.
- 20 de mayo de 1853: Subastado en Londres tras la muerte del rey y comprado por Durlacher por 21 libras esterlinas.
- Propiedad del político, diplomático y escritor Sir Henry Bulwer, Londres.
- 21 de febrero de 1873: Adquirido en subasta por el comerciante Warneck, París.
- 1874: vendido al Museo de Bellas Artes por 7.000 francos.

## Posteridad

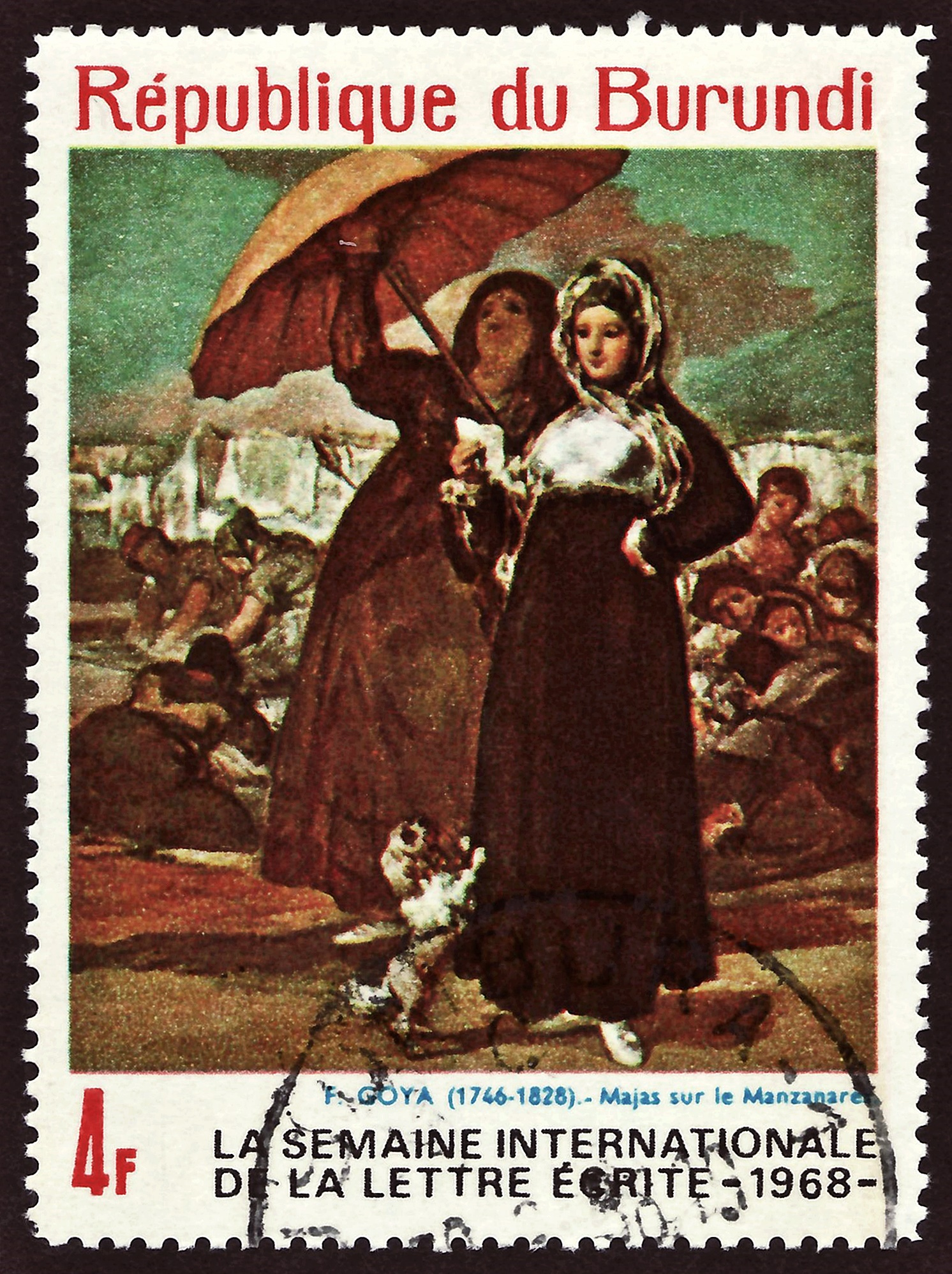
Sello de Burundi retomando en fotograbado el cuadro de Goya.

El 30 de septiembre de 1968, Burundi conmemoró el «Día Internacional del Sello» emitiendo un sello de 4 francos que representa a Las jóvenes.
En 2001, en su cuadro La carta de Máncora (Goya), el pintor Herman Braun-Vega se apropió de los personajes principales de este cuadro, que insertó en una playa en presencia de tres personajes peruanos entre ellos un hombre con su mototaxi. La intrusión de estos personajes de Goya en el espacio pictórico del pintor peruano, en la playa de Máncora que conoció el desembarco de los conquistadores, subraya la heterogeneidad de dos culturas que se encuentran y deja entrever la mezcla cultural que ha resultado.